# Новосибирский крематорий
Новосибирский крематорий — крематорий, открытый в 2003 году. Расположен на территории посёлка Восход в пригороде Новосибирска. Первый в России частный крематорий. Основатель — Сергей Якушин. Один из двух действующих новосибирских крематориев.

## История
Крематорий открылся летом 2003 года на восточной окраине Новосибирска.
26 июля 2010 года в Новосибирском крематории прошли первые в России виртуальные похороны — церемония прощания со Станиславом Янушем Колодейчиком, известным польским путешественником, скончавшимся в момент путешествия по Транссибирской магистрали. Для его родственников, живущих в США и Польше, была устроена первая в России интернет-трансляция церемонии прощания. Идея проведения первой онлайн-церемонии прощания принадлежит пресс-атташе Новосибирского крематория Алексею Кошлякову. На траурном мероприятии присутствовал католический священник Иоанн Канн, который совершил на польском языке обряд отпевания. Церемония сопровождалась песнопениями монахинь из Польши.

## Инфраструктура
Возле крематория расположен парк с аллеями, скульптурами, малыми архитектурными формами, беседками и т. д. Здесь обитают несколько видов животных: в вольере живёт монгольский верблюд, также есть клетка с несколькими белками.
В Парке памяти крематория расположен музей мировой погребальной культуры.
Внутри крематория находятся два прощальных зала, помещение-холодильник для хранения тел, бальзаматорская, помещение с оборудованием для кремации и др. Кроме того, в крематории расположен зал для устройства театральных представлений, проведения концертов инструментальной музыки и других мероприятий.

## Прощальная церемония
В крематории есть возможность наблюдать за процессом сжигания тела, либо уйти ещё до момента кремации. При этом комната просмотра и зал с печами специально отделены друг от друга бронированным стеклом, так как существует опасность неадекватного поведения людей, находящихся в тяжёлом состоянии из-за потери близкого человека.

## Покоящиеся в колумбарии крематория
- Александр Давидович Шуриц (1945—2017) — новосибирский живописец, художник-график, иллюстратор книг[9].
- Герман Иосифович Веронский (1929—2010) — советский и российский врач, доктор медицинских наук (1976), профессор (1978), заслуженный врач России, член Нью-Йоркской академии наук[10].
- Арнольд Михайлович Кац (1924—2007) — советский российский дирижёр, педагог. Народный артист СССР. Основатель, художественный руководитель и главный дирижёр Симфонического оркестра Новосибирской филармонии. Кремация прошла в Новосибирском крематории, где хранится частица праха[11].